# Alejandro Honda
Alejandro Ramírez Honda (San Martín Texmelucan, Puebla, 29 de enero de 1952) es un pintor y titiritero mexicano.
Sus trabajos son a base de óleo, pastel, lápiz y tinta. Pero el también trabaja con el diseño gráfico, y la serigrafía.
Su trabajo puede ser categorizado principalmente en Prehispánico mexicano, étnico, nacionalista, paisaje, retrato, posmoderno, religioso y antirreligioso, erótico, ecléctico, ficción y retrato social.
Desde hace varios años se ha dedicado al teatro de títeres. Actualmente reside en Zihuatanejo, Gro., donde además se dedica a la enseñanza, como impulsor de la lectura.

## Prehispánico mexicano
En una total fascinación por la cultura prehispánica de su país, Honda estudia la historia de las formas y los significados de ese tiempo, aplicando este conocimiento a una particular visión contemporánea del arte precolombino.

## ¿Erótico o religioso?
Aunque Alejandro Honda no comulga con las ideas religiosas, él explora el mundo del iconísmo católico, dándole a este un nuevo significado: su propia interpretación.

## Inicios
Desarrollando la vocación por el dibujo desde temprana edad. Alejandro Honda empieza su preparación en el Instituto Nacional de Bellas Artes (INBA). Entonces el desarrolla dos carreras independientes: en la pintura y el diseño gráfico.
Desarrollo su trabajo posteriormente en la Ciudad de México en Banamex, Cartón y Papel de México, y otras importantes empresas.
- Datos: Q2832457